# Duranguense
Duranguense (Pasito Duranguense) ist eine Weiterentwicklung der mexikanischen Norteña-Musik, die vor allem seit Mitte der 2000er-Jahre stark an Popularität zugenommen hat.
Im Gegensatz zur Banda werden im Duranguense typischerweise weniger Blasinstrumente verwendet, dafür spielen ein scharf geschlagener Rhythmus basierend vor allem auf einer kleinen Trommel und die Verwendung von Synthesizern für Rhythmus- und Melodielinie eine tragende Rolle. Duranguense wird in der Regel in einem sehr schnellen 2/4-Polkatakt gespielt, ähnlich dem Merengue.
Der Musikstil entwickelte sich in Nordmexiko im Bundesstaat Durango; zu überregionaler Bekanntheit und dem Status als eigenständige Musikrichtung brachte er es aber erst durch Gruppierungen, die sich aus mexikanischstämmigen Immigranten in der Region von Chicago formierten.